# NGC 3648
NGC 3648 est une galaxie lenticulaire située dans la constellation de la Grande Ourse. NGC 3648 a été découverte par l'astronome britannique John Herschel en 1831.

## Caractéristiques
Sa vitesse par rapport au fond diffus cosmologique est de 2 223 ± 18 km/s, ce qui correspond à une distance de Hubble de 32,8 ± 2,3 Mpc (∼107 millions d'al).

## Groupe de NGC 3665
Selon un article de A.M. Garcia paru en 1993, NGC 3648 fait partie du groupe de NGC 3665. Selon Garcia, ce groupe de galaxies est formé de sept membres, soit NGC 3648, NGC 3652, NGC 3658, NGC 3665, UGC 6146, UGC 6428 et UGC 6433.
Dans un article paru en 1998, Abraham Mahtessian mentionne aussi l'existence de ce groupe, mais il n'y figure que les quatre galaxies du catalogue NGC auquel il ajoute la galaxie UGC 6517 qui est notée 1129+3658 abréviation de CGCG 1122.3+3658.